# Leucophlebia emittens
Leucophlebia emittens là một loài bướm đêm thuộc họ Sphingidae. Nó được tìm thấy ở Ấn Độ và bordering tây nam Trung Quốc và Pakistan.
Nó giống với loài Leucophlebia afra nhưng giống ở dải màu nhạt ở giữa phía trên cánh trước.